# I-플라이
I-플라이(영어: I-Fly, 러시아어: Ай флай)는 러시아의 전세 항공사로 허브 공항은 브누코보 국제공항을 사용하고 있다.

## 보유 기종
- 2019년 10월 기준으로 I-플라이는 다음과 같은 기종을 보유하고 있다.

### 퇴역 기종
- 보잉 757-200 1대(~2015)

## 사진

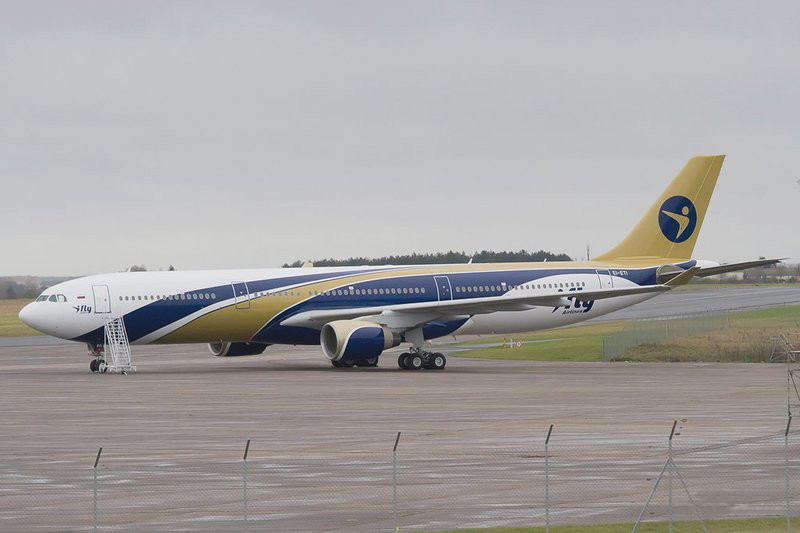
I-플라이의 에어버스 A330-300
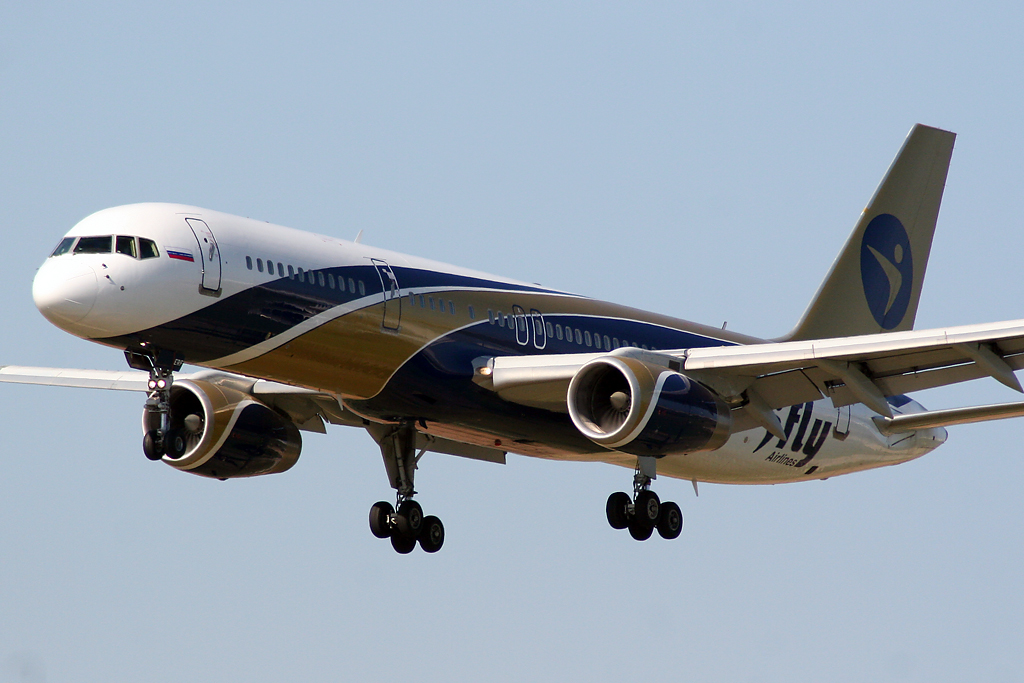
I-플라이의 보잉 757-200 (퇴역)
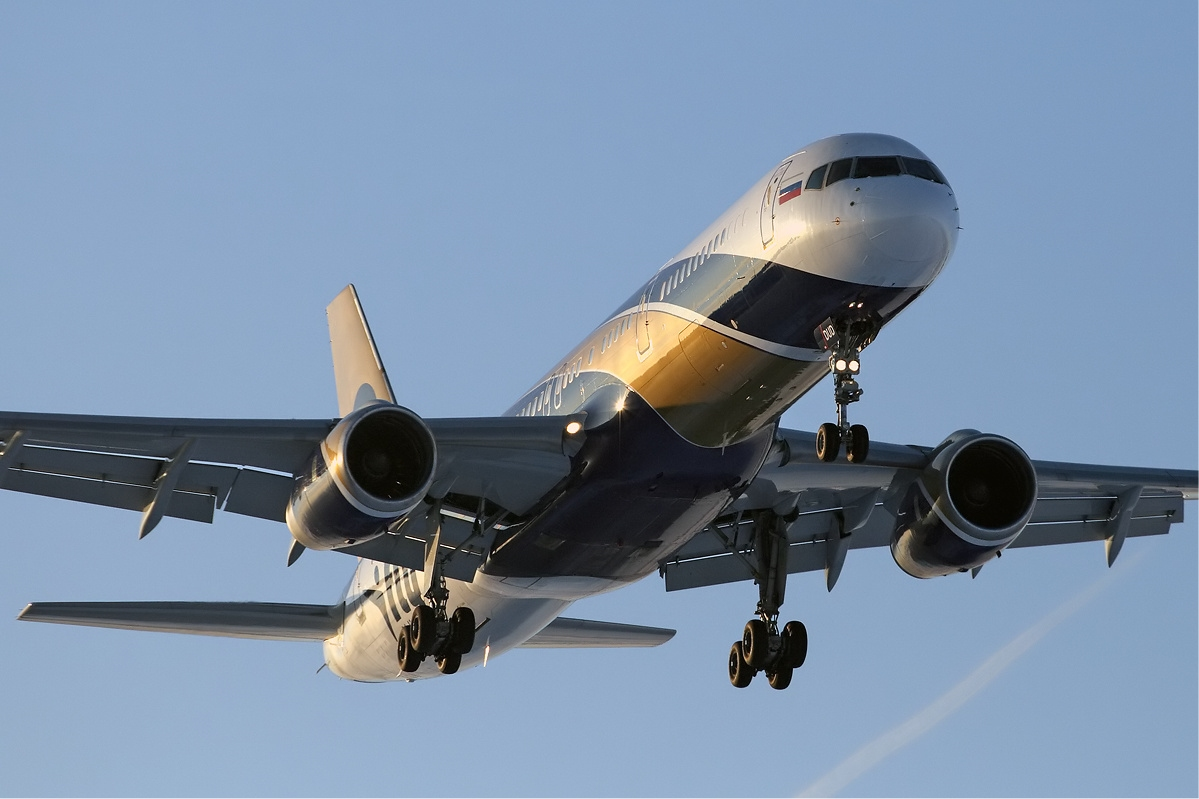
I-플라이의 보잉 757-200 (퇴역)